# Pamirspråk
Pamirspråk utgör en areal grupp av de östiranska språken och talas av flera olika folkgrupper i Pamirs bergskedja, främst längs Panjfloden och dess bifloder.
Under 1800- och början av 1900-talet kallades pamirspråken ibland för Ghalcha-språk av västerländska forskare. Benämningen Ghalcha används dock inte längre för att beskriva pamirspråken eller deras modersmålstalare.

## Geografisk spridning

Karta över moderna iranska språk. Pamirspråken talas i det allra östligaste området av utbredningen.

Pamirspråken talas främst i Badakhshanprovinsen i nordöstra Afghanistan och den autonoma regionen Gorno-Badakhshan i östra Tadzjikistan.
De talas även i Xinjiang, och det pamirska språket sarikoliska talas bortom Sarikolbergen vid gränsen mellan Afghanistan och Kina och är därmed det östligaste av de kvarvarande iranska språken.
Wakhi-folket finns även i angränsande områden som Chitraldistriktet, Khyber Pakhtunkhwa och Gojal, Gilgit-Baltistan i Pakistan.
Det enda andra levande språket i den sydöstiranska gruppen är pashto.

## Klassificering
Det har inte kunnat påvisas några egenskaper som förenar pamirspråken som en enhetlig undergrupp inom de iranska språken.
Ethnologue listar pamirspråken tillsammans med pashto som sydöstiranska, men enligt Encyclopædia Iranica tillhör pamirspråken och pashto den nordöstiranska grenen.
Medlemmar i det pamirska språkområdet innefattar fyra huvudsakliga grupper: en Shughni–Yazgulyam-grupp bestående av shughni, sarikoli och yazgulyami; munji och yidgha; ishkashmi och relaterade dialekter; samt wakhi. Dessa språk uppvisar subjekt-objekt-verb som syntaktisk grundstruktur.
Václav Blažek (2019) föreslår att pamirspråken har ett burushaski-liknande substrat. Även om burushaski i dag talas i Pakistan söder om pamirspråkens område, hade språket tidigare en mycket större geografisk spridning innan det assimilerades av indo-iranska språk.